# Charlotte Strömberg
Charlotte Strömberg, född i Hässleholm 1959, är en svensk civilekonom och företagsledare. Hon har varit vd för Jones Lang LaSalle och är styrelseordförande för Castellum.

## Biografi
Charlotte Strömberg har en civilekonomexamen från Handelshögskolan i Stockholm. Hon har även bedrivit avbrutna forskarstudier inom finansiell ekonomi. Strömberg inledde sin yrkeskarriär vid Handelshögskolans utbildningsverksamhet Institutet för företagsledning (nuvarande IFL vid Handelshögskolan i Stockholm AB) som lärare i kostnads- och intäktsanalys. Hon gick vidare till Swedbank Robur som aktieanalytiker och fortsatte därefter till Alfred Berg där hon arbetade med analys och som rådivare inom corporate finance. 1997 gick Strömberg över till Carnegie Investment Bank  och arbetade som chef för investment bankingverksamheten i norden. 2006 blev Strömberg vd för fastighetsrådgivningsföretaget Jones Lang LaSalle i Norden. 2011 lämnade hon vd-arbetet på Jones Lang Lasalle och övergick till att framförallt verka som styrelseledamot.
Charlotte Strömbergs första styrelseuppdrag var för modeföretaget Gant åren 2005 till 2007. Hon är styrelseordförande i Castellum och ledamot i Boomerang, Fjärde AP fonden, Intrum Justitia, Karolinska Institutet, Skanska och Ratos. Fram till årsstämman 2014 var hon ledamot i Swedbank.

## Utmärkelser
- H.M. Konungens medalj i guld av 12:e storleken (2019) för förtjänstfulla insatser inom svenskt näringsliv.[10]